# Atletika na Letních olympijských hrách 2008 – skok o tyči ženy
Tyčka žen na Letních olympijských hrách 2008 se konala ve dnech 16. srpna a 18. srpna 2008 na Pekingském národním stadionů.

## Kvalifikace
Do kvalifikace nastoupilo celkově 36 tyčkařek z celého světa. Největší zastoupení měla Čína, Německo, Polsko, Rusko a Spojené státy americké. Tyto země reprezentovaly tři závodnice. Českou republiku reprezentovala Kateřina Baďurová, která uspěla v roce 2007 na mistrovství světa v japonské Ósace, kde získala stříbrnou medaili. V kvalifikaci se ji však nedařilo, když na základní výšce (4,00 m) třikrát neuspěla a skončila v poli poražených. Stejně se nedařilo také Američance Erice Bartolinaové, která třikrát shodila výšku 4,30 m.
Do finále postoupily automaticky tyčkařky, které překonaly 4,60 m. Na tuto výšku se však rozběhla a úspěšně jen Jelena Isinbajevová. K postupu do finále stačilo překonat napodruhé 4,50 m. Poslední postupující byla Němka Silke Spiegelburgová, která byla zároveň nejmladší závodnicí ve finále. V době finále ji bylo 22 let. Nejstarší naopak byla Číňanka Šu-jing Kao (Gao Shuying), které bylo 28 let.

## Finálové výsledky
Finále ovládla Jelena Isinbajevová, která obhájila olympijské zlato z předchozích her v Athénách. Již jako jistá vítězka překonala napotřetí 495 cm a poté si nechala na stojany nastavit hodnotu nového světového rekordu 505 cm. Třetím pokusem výšku překonala a počtyřiadvacáté v kariéře tehdy posunula hodnotu světového rekordu.
| Umístění         | Jméno                | Národnost | 4,30 | 4,45 | 4,55 | 4,65 | 4,70 | 4,75 | 4,80 | 4,85 | 4,90 | 4,95 | 5,05 | Výkon  |
| ---------------- | -------------------- | --------- | ---- | ---- | ---- | ---- | ---- | ---- | ---- | ---- | ---- | ---- | ---- | ------ |
| Zlatá medaile    | Jelena Isinbajevová  | Rusko     | -    | -    | -    | -    | O    | -    | -    | O    | -    | XXO  | XXO  | 5,05 m |
| Stříbrná medaile | Jennifer Stuczynská  | USA       | -    | -    | O    | -    | O    | XO   | O    | -    | XXX  |      |      | 4,80 m |
| Bronzová medaile | Světlana Feofanovová | Rusko     | -    | O    | O    | XO   | -    | O    | XXX  |      |      |      |      | 4,75 m |
| 4.               | Julija Golubčikovová | Rusko     | -    | O    | O    | XO   | O    | XO   | XXX  |      |      |      |      | 4,75 m |
| 5.               | Monika Pyreková      | Polsko    | -    | O    | O    | O    | XO   | XXX  |      |      |      |      |      | 4,70 m |
| 6.               | Carolin Hingstová    | Německo   | O    | O    | O    | XXO  | XXX  |      |      |      |      |      |      | 4,65 m |
| 7.               | Silke Spiegelburgová | Německo   | O    | XO   | O    | XXO  | XXX  |      |      |      |      |      |      | 4,65 m |
| 8.               | April Bennettová     | USA       | O    | O    | O    | XXX  |      |      |      |      |      |      |      | 4,55 m |
| 9.               | Vanessa Boslaková    | Francie   | O    | O    | XO   | XXX  |      |      |      |      |      |      |      | 4,55 m |
| 10.              | Fabiana Murerová     | Brazílie  | -    | O    | -    | XXX  |      |      |      |      |      |      |      | 4,45 m |
| 10.              | Anna Rogowská        | Polsko    | -    | O    | XXX  |      |      |      |      |      |      |      |      | 4,45 m |
| 12.              | Šu-jing Kao          | Čína      | O    | XXO  | XXX  |      |      |      |      |      |      |      |      | 4,45 m |